# Eleanor Norcrossová
Ella Augusta „ Eleanor “ Norcrossová, nepřechýleně Eleanor Norcross (24. června 1854 – 19. října 1923) byla americká malířka, která studovala u impresionistických malířů Williama Merritta Chase a Alfreda Stevense.  

## Životopis
Narodila se 24. června roku 1854 ve Fitchburgu, v americkém státě Massachusetts, asi 80 kilometrů západně od Bostonu.  Její otec jménem Amasa Nocross byl právník, první starosta Fitchburgu a také zastupitel Spojených států za stát Massachusetts. Její matka Susan působila jako učitelka v okolí Fitchburgu. Během americké občanské války byla rovněž vůdčí osobností Společnosti pro pomoc ženám (Ladies' aid societies).
Většinu svého života prožila v Paříži, kde pracovala jako umělkyně a sběratelka, léta pak trávila ve svém rodném městě Fitchburg v Massachusetts. Norcrossová malovala především impresionistické portréty a zátiší. Její otec ji zajistil bydlení pod podmínkou, že své obrazy neprodá. Norcrossová tak sbírala umění, pořizovala si kopie obrazů starých mistrů a systematicky dokumentovala umění od 12. do 19. století. Její finanční prostředky a umělecká sbírka byly použity k založení Muzea umění ve Fitchburgu. 
V roce 1924 byla její díla posmrtně uvedena v pařížském v Louvru a rovněž v rámci Podzimního salonu Její práce byly také vystaveny následující rok v Muzeu výtvarného umění v Bostonu. 

## Galerie

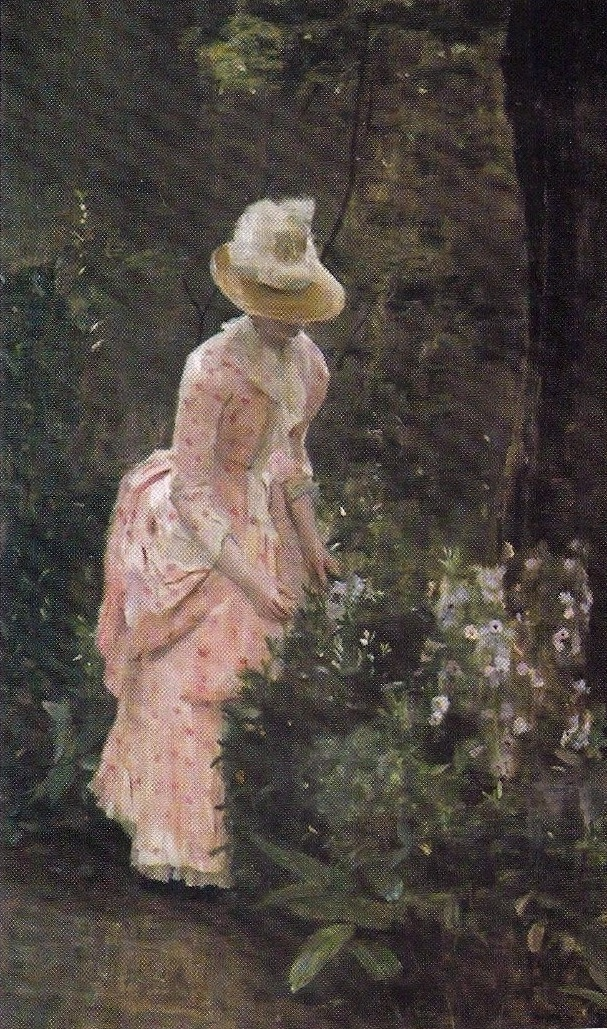
Woman in a [Paris] Garden (Žena v pařížské zahradě), Fitchburg Art Museum
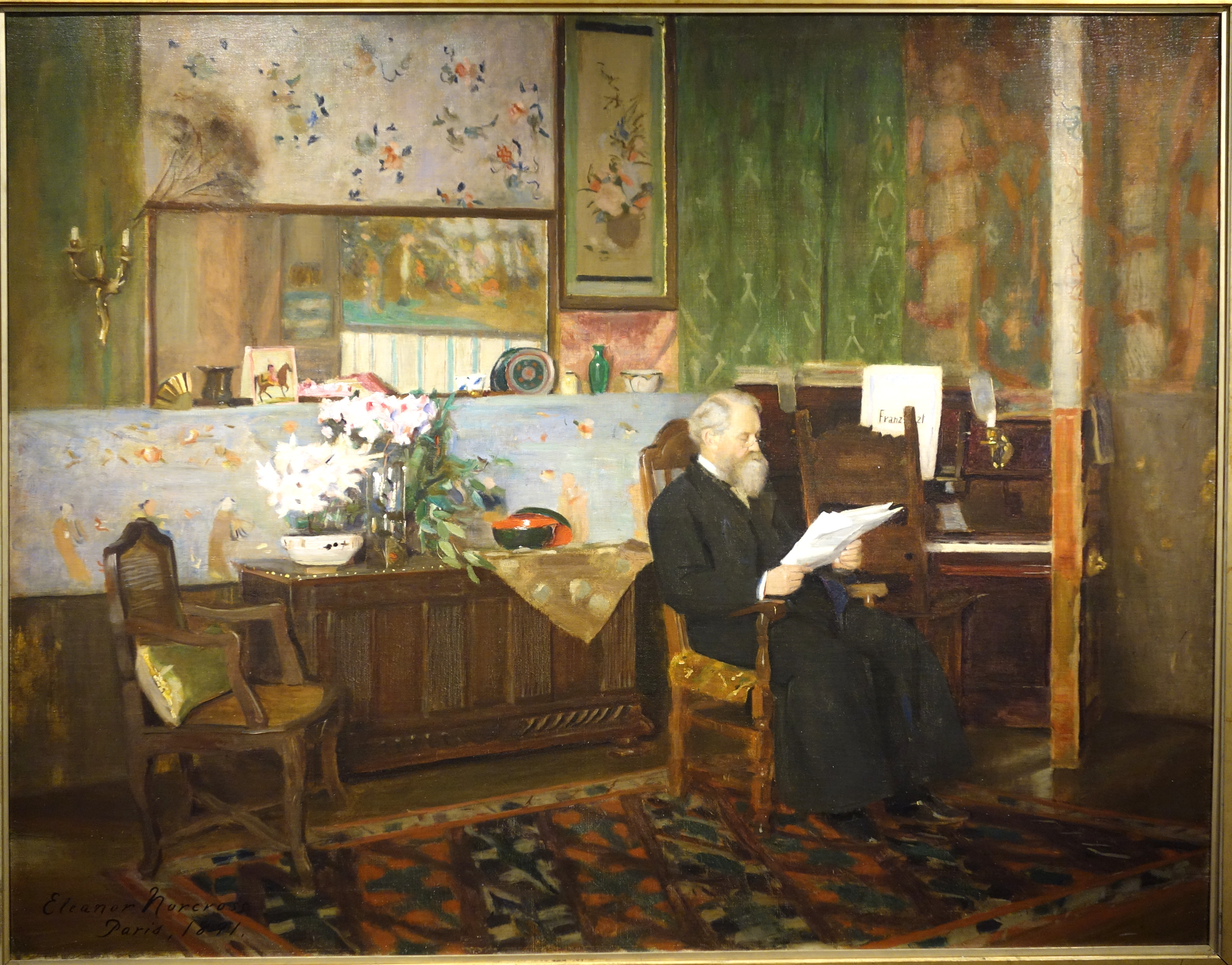
My Studio (Mé studio), 1891, olejomalba, Fitchburg Art Museum, Massachusetts
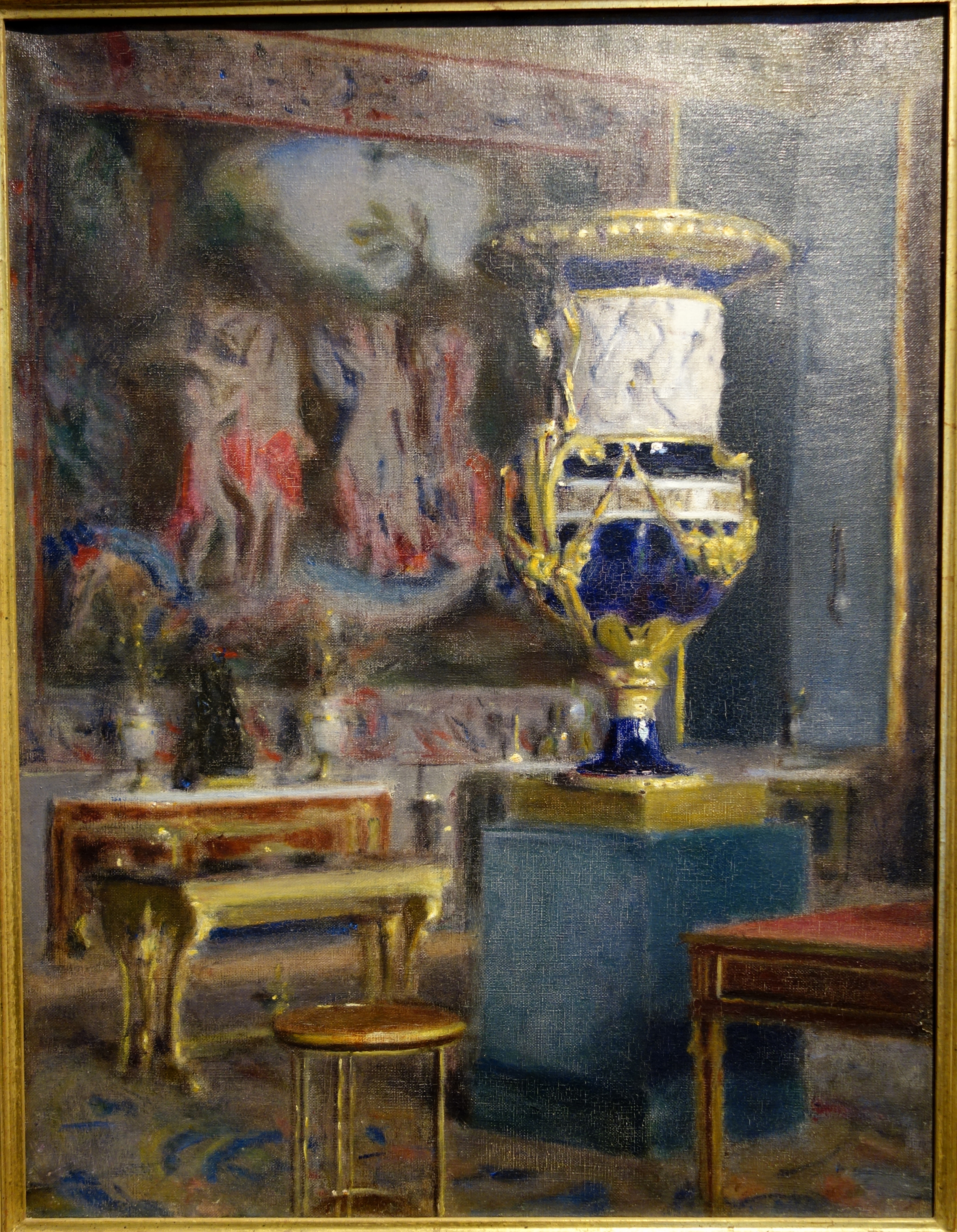
Tapestry (Gobelín), olejomalba, Fitchburg Art Museum
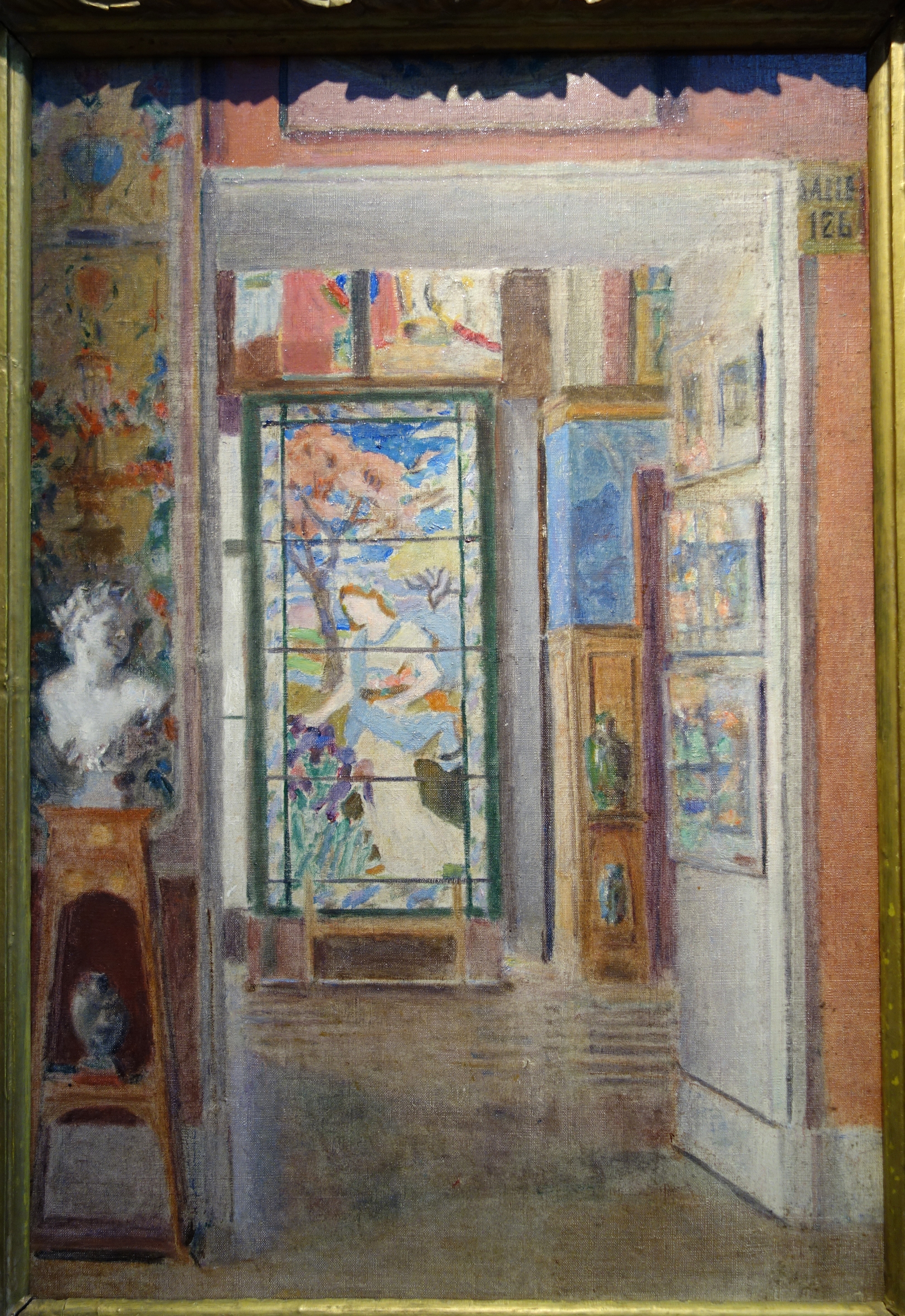
Carpeaux Sevres (známé také jako Arte Moderne), olejomalba